# Laurel et Hardy en wagon-lit
Pour plus de détails, voir Fiche technique et Distribution.
Laurel et Hardy en wagon-lit (titre original : Berth Marks) est un film muet américain réalisé par Lewis R. Foster, sorti en 1929.

## Fiche technique
- Titre original : Berth Marks
- Titre français : Laurel et Hardy en wagon-lit
- Réalisation : Lewis R. Foster
- Scénario : H. M. Walker (intertitres) et Leo McCarey (histoire, non crédité)
- Photographie : Len Powers
- Montage : Richard C. Currier
- Producteur : Hal Roach
- Société de production : Hal Roach Studios
- Société de distribution : Metro-Goldwyn-Mayer
- Pays de production :  États-Unis
- Langue : titres en anglais
- Format : Noir et blanc - 35 mm - 1,37:1  -  Muet
- Genre : Comédie
- Longueur : deux bobines
- Date de sortie : 
  - États-Unis : 1er juin 1929

## Distribution
Source principale de la distribution :
- Stan Laurel : Stanley
- Oliver Hardy : Oliver Hardy

Reste de la distribution non créditée :
- Harry Bernard : un passager du train
- Sammy Brooks : le petit passager du train
- Baldwin Cooke : un passager du train
- Paulette Goddard : une passagère du train
- Charlie Hall : un passager du train
- Pat Harmon : le chef de gare
- S.D. Wilcox : le cheminot